# A Short Hike
A Short Hike è un videogioco d'avventura del 2019 sviluppato da Adam Robinson-Yu per Microsoft Windows, macOS e Linux. Nel 2020 il gioco ha ricevuto una conversione per Nintendo Switch e nel 2021 per PlayStation 4 e Xbox One.

## Modalità di gioco
A Short Hike è un videogioco di esplorazione in cui il protagonista è un volatile che deve scalare una montagna. Il gioco presenta alcuni elementi da videogioco rompicapo.